# Deeper
「Deeper」（ディーパー）は、日本のロックバンド・L'Arc〜en〜Cielのギタリスト、Kenの2作目のシングル。2009年3月4日発売。発売元はDanger Crue Records。

## 解説
前作｢Speed｣から約2年半ぶりとなるシングル。なお、本作は2009年4月に発売された1stアルバム『IN PHYSICAL』の先行シングルとなっている。
表題曲「Deeper」は、繊細なメロディと豪快なハードロックサウンドを兼ね合わせた楽曲となっている。Kenはデモ制作当時に「自然と曲を作りたい」と思っていたといい、コンセプトを決めずに作り始めたという。Kenはこの曲の制作姿勢について「曲を書くときに、無責任になっていくというか…無責任っていうと失礼に聞こえるかもしれないけど、あえて何かを意識して作らないようにしたんです」「こういうギターを入れて、ここで転調させて、このハード使って、みたいな決めごとは止めて。とりあえずプロトゥールスの前に座って、チャラリンっとギターを弾いて"あ、これいいじゃん"ってところから進めて、そこからそのまま形にする、みたいな作り方」と述べている、また、Kenは「締め切りもないし、コレっていう枠もないから、脳内直結で許される環境で、自由に作曲が出来るときだった」と制作を振り返っている。なお、Ken曰く、この曲の骨格が出来た際に「12弦ギターを入れたい」と思ったといい、新たにギターを購入し音を入れていったという。
歌詞の世界観は浮遊感のあるイメージとなっているが、Kenはこういった歌詞になった心境について、「変な話だけど、人間、前後左右とか、水平に動くときはこう"よし、前に進もう"とか"右へ曲がろう"とか、いろいろ考えられるし、行動が出来るし、視野に入れられると思うけど、ズドンと下に落ちたり、上に行くって発想はない気がするんだよね。地面があるからそれ以上潜れないし、飛べないからそれ以上上に行けないし。なんかそういう、上下のパラメーターが出てきたときの人間の気持ちってどんなもんだろうなって」「僕が思ったのは、前にも後ろにも進んでないし、左右にも動いてなくて、上下だけに動いてる感覚というか」と述べている。なお、Kenは＜パラダイス＞というワードを自身の歌詞によく取り入れているが、これは「見果てぬどこかへ行く風景」として描かれていることが多い。Kenは＜パラダイス＞というイメージについて「水平面ではどんだけ歩いても見つかんないんじゃないかな」「水平面にないなら、身を任せて、落ちるなら落ちる、上がるなら上がる。どっちなのかわかんないけど、そうしたら見れるかな？みたいな」と述べている。
なお、表題曲は2008年12月27日に日本武道館で行われた所属事務所主催のライヴイベント「JACK IN THE BOX 2008」で初披露されており、同日からフィジカル発売に先駆け、着うたが先行配信された。
カップリングには、フィジカルの各形態それぞれに別の曲が収録されている。初回盤Aには松山千春の楽曲「白い花｣のカバー、初回盤Bにはロッド・スチュワートがゲストボーカルを務めたパイソン・リー・ジャクソンの楽曲「イン・ア・ブロークン・ドリーム」にピアノアレンジを施しカバーしたものを収録している。また、通常盤には同年4月リリースの1stアルバム『IN PHYSICAL』の楽曲（インストバージョン）が少しずつ試聴できる6分弱のトラックが収録されている。
なお、「白い花」をカバーした経緯について、Kenは「松山千春さんは、ハードロックを聴く前にずっと聴いていたんです。で…今となっては初期なのかな。その頃の松山さんが好きで。よくありがちだけど、確か姉貴が聴いてたんだと思う。同時にギターももらって、弾き語ってた」と述べている。
また、Kenは「イン・ア・ブロークン・ドリーム」をカバーした理由について「映画『ダンサー・イン・ザ・ダーク』の監督（注：ラース・フォン・トリアー）が、その前に『奇跡の海』っていう作品を出してて、それがめっちゃめちゃ暗い映画なんですよ。（中略）その映画の中で使われてた曲なんだけど、すごいいい曲だなって思ってて。この曲もピアノのアレンジで唄いたいなって思ったから」と述べている。
本作は、初回仕様限定盤A、初回仕様限定盤B、通常盤の3形態で発売されている。初回盤Aには表題曲「Deeper」のミュージック・ビデオ、初回盤Bには前年に行われた所属事務所主催のライヴイベント「JACK IN THE BOX 2008」で披露された前作「Speed」のライヴ映像や、「Deeper」のレコーディングの模様を収めた映像などが収録されている。

## 収録曲
| #  | タイトル               | 作詞 | 作曲 | 編曲 | 時間 |
| -- | ---------------------- | ---- | ---- | ---- | ---- |
| 1. | 「Deeper」             | Ken  | Ken  | Ken  | 4:21 |
| 2. | 「Deeper (karaoke)」   |      | Ken  | Ken  | 4:22 |
| 3. | 「1st Album Previews」 |      | Ken  | Ken  | 6:11 |

| #  | タイトル             | 作詞     | 作曲     | 編曲           | 時間 |
| -- | -------------------- | -------- | -------- | -------------- | ---- |
| 1. | 「Deeper」           | Ken      | Ken      | Ken            | 4:21 |
| 2. | 「白い花」           | 松山千春 | 松山千春 | Ken & 秦野猛行 | 4:41 |
| 3. | 「Deeper (karaoke)」 |          | Ken      | Ken            | 4:20 |

| #  | タイトル              | 作詞         | 作曲         | 編曲           | 時間 |
| -- | --------------------- | ------------ | ------------ | -------------- | ---- |
| 1. | 「Deeper」            | Ken          | Ken          | Ken            | 4:21 |
| 2. | 「In A Broken Dream」 | Dave Bentley | Dave Bentley | Ken & 秦野猛行 | 3:28 |
| 3. | 「Deeper (karaoke)」  |              | Ken          | Ken            | 4:20 |

## 初回生産限定盤付属DVD

### 初回限定盤A付属DVD
1. Deeper (Music Video)
ディレクター：川村ケンスケ

### 初回限定盤B付属DVD
1. ｢Speed｣ - JACK IN THE BOX（2008.12.27 in 日本武道館） Live映像
2. JACK IN THE BOX（2008.12.27 in 日本武道館） リハーサル映像
3. JACK IN THE BOX（2008.12.27 in 日本武道館） 本番前舞台裏映像
4. JACK IN THE BOX（2008.12.27 in 日本武道館） ステージ・客席映像
5. ｢Deeper｣ - レコーディング映像

## 参加ミュージシャン
- Deeper
  - Ken：Guitar, Vocal, Keyboard
  - TAKASHI：Bass
  - 長谷川浩二：Drums
- 白い花
  - 秦野猛行：A.Piano, Piano Arranged
- In A Broken Dream
  - 秦野猛行：A.Piano & E.Piano, Piano Arranged
- [Produce & Mastering]
  - Ken：Produced & Arranged
  - 比留間整：Co-produced, Recorded & Mixed
  - 前田康二：Mastered

## タイアップ
Deeper
- 日本テレビ系ドラマ『GALACTICA/ギャラクティカ』エンディングテーマ
- 第一興商「DAM☆うた」CMソング

## 収録アルバム
- 『IN PHYSICAL』 (#1)